# Донги, Джованни Стефано
Джованни Стефано Донги (итал. Giovanni Stefano Donghi; 1608, Генуя, Генуэзская республика — 26 ноября 1669, Рим, Папская область) — итальянский куриальный кардинал. Апостольский легат в Ферраре с 17 июля 1644 по 6 ноября 1648. Апостольский легат в Романье с 3 июля 1651 по 22 июня 1654. Епископ Аяччо с 27 ноября 1651 по 2 августа 1655. Епископ Имолы со 2 августа 1655 по 26 февраля 1663. Епископ Феррары с 26 февраля 1663 по 26 ноября 1669. Кардинал-дьякон с 13 июля 1643, с титулярной диаконией Сан-Джорджо-ин-Велабро с 31 августа 1643 по 14 мая 1655. Кардинал-дьякон с титулярной диаконией Сант-Агата-алла-Субурра с 14 мая 1655 по 26 ноября 1669. 